# Leptogorgia rigida
Leptogorgia rigida is een zachte koraalsoort uit de familie Gorgoniidae. De koraalsoort komt uit het geslacht Leptogorgia. Leptogorgia rigida werd in 1864 voor het eerst wetenschappelijk beschreven door Verrill. 